# Sint-Antoniuskerk (Balgerhoeke)

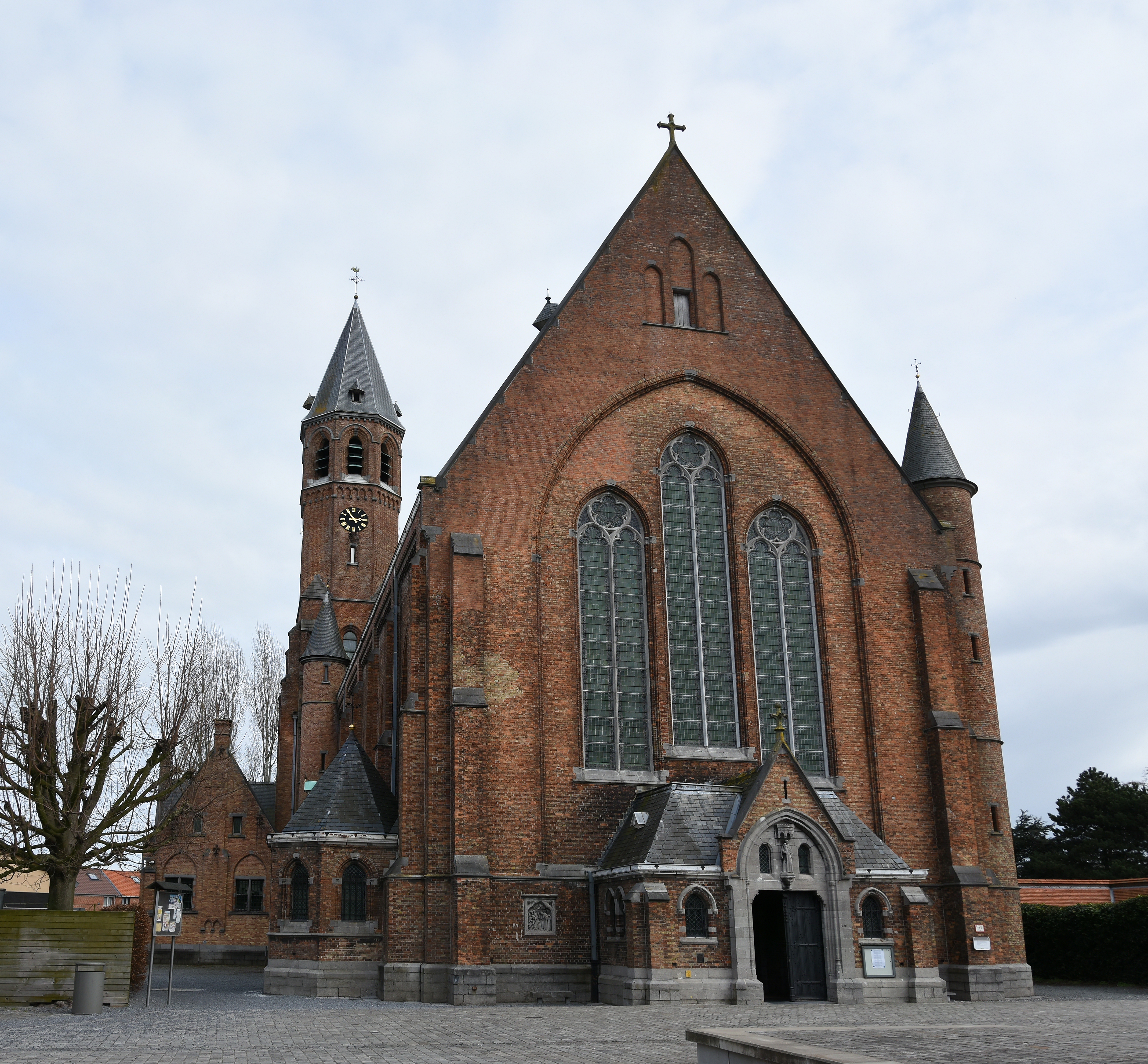
Sint-Antoniuskerk

De Sint-Antoniuskerk is een kerkgebouw in het Belgische dorp Balgerhoeke. Ze is toegewijd aan Antonius van Padua. De parochie ontstond in 1902 en Edouard Bonte was de eerste pastoor.
Mettertijd ontwikkelde de plaats zich tot een bedevaartsoord.

## Historiek
Oorspronkelijk stond hier een houten bedehuis. Anno 1905 startte men met de bouw van de huidige neogotische, eenbeukige zaalkerk onder leiding van architect Modeste de Noyette. Zowel tijdens de Eerste - als tijdens de Tweede Wereldoorlog werden Balgerhoeke en zijn kerk zwaar beschadigd. Na de Eerste Wereldoorlog, in 1919 en 1920, voerde men herstellingen uit.

Op 24 mei 1940 werd de toren gedynamiteerd waarbij ook de sacristie en het dak van het priesterkoor te niet gingen, samen met het altaar, de klokken, het kerkorgel en het torenuurwerk. De wederopbouw van het dak en het koorgewelf vonden spoedig plaats, in 1940-1941.
Ingevolge een brand verging op 14 september 1944 het dak van het schip met de instorting van het gewelf tot gevolg. De herstelling liet echter op zich wachten tot 1949-1950 ; de heropbouw van de toren en de sacristie vond zowat tien jaar later plaats, in 1960.

## Galerij

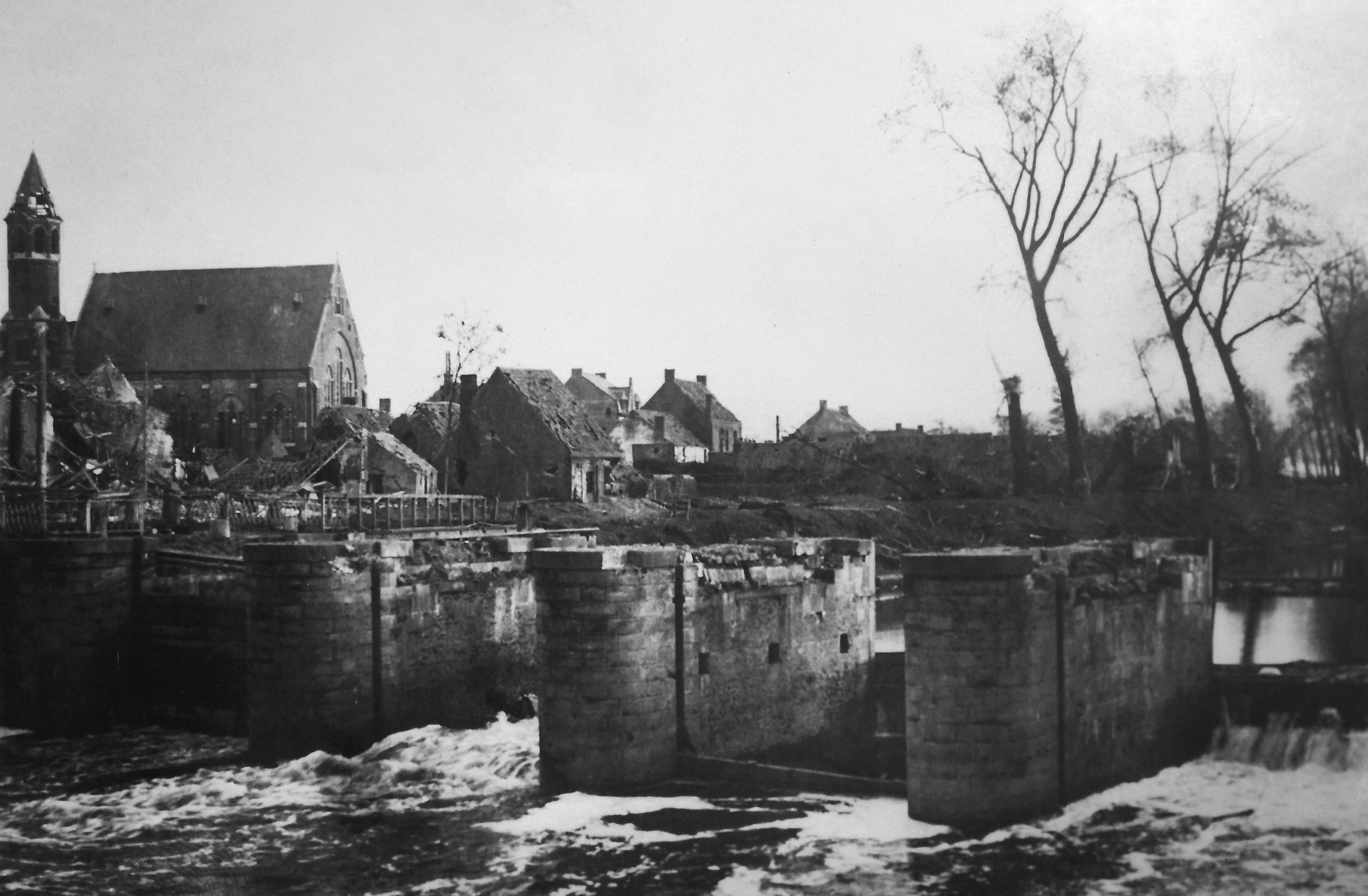
De Sint-Antoniuskerk en Balgerhoeke op 30 oktober 1918
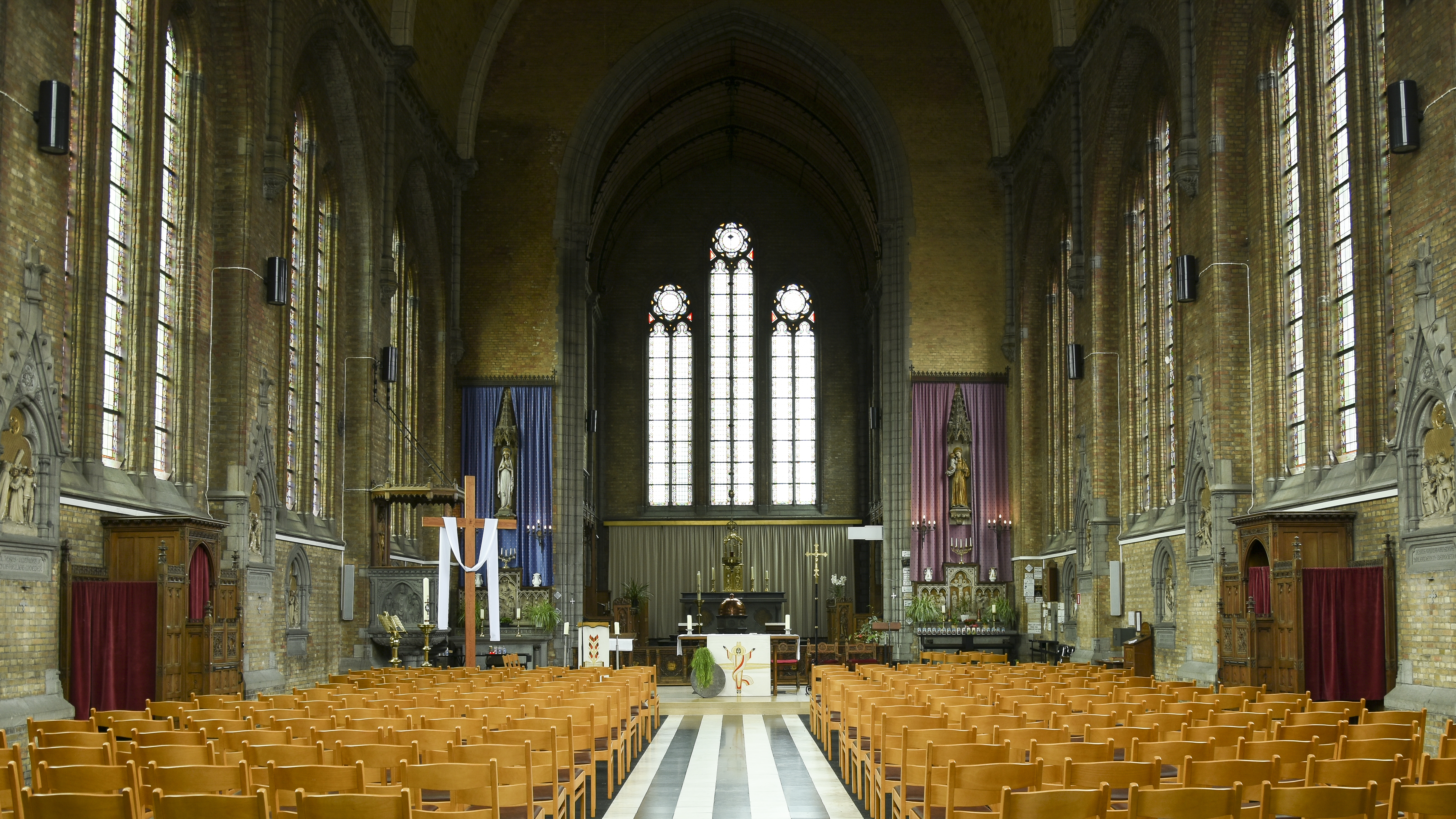
Het schip en koor
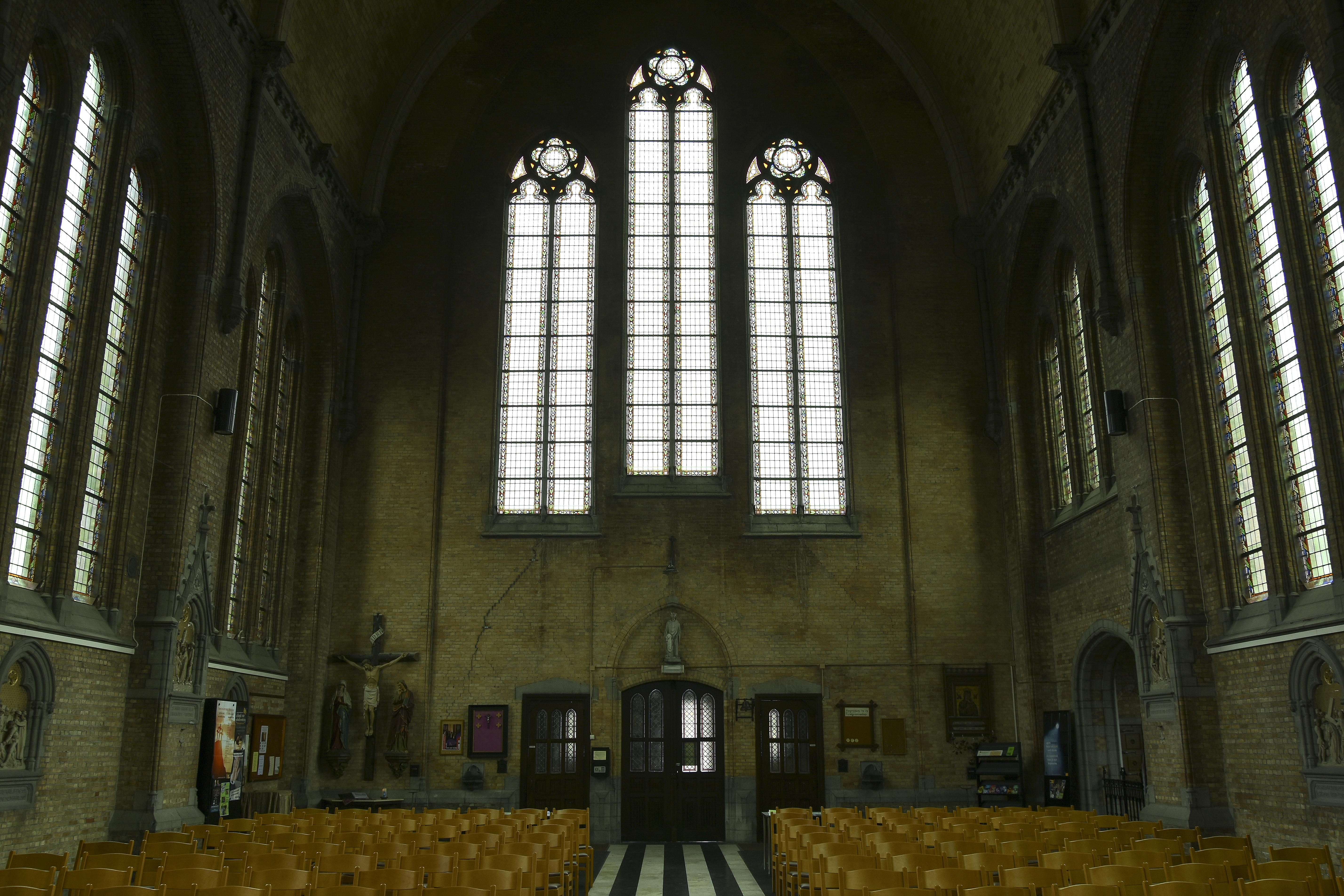
De achterzijde van het schip

## Bron
- Infofiche van Onroerend Erfgoed België